# (12674) Rybalka
(12674) Rybalka est un astéroïde de la ceinture principale.

## Description
(12674) Rybalka est un astéroïde de la ceinture principale. Il fut découvert le 7 septembre 1980 à Naoutchnyï par Nikolaï Tchernykh. Il présente une orbite caractérisée par un demi-grand axe de 2,40 UA, une excentricité de 0,21 et une inclinaison de 1,7° par rapport à l'écliptique.

## Compléments